# Whitbread Round the World 1977-1978
De Whitbread Round the World 1977-1978 was de tweede editie van de zeilwedstrijd om de wereld die tegenwoordig de "Volvo Ocean Race" heet. De race werd gewonnen door de Nederlandse zeilboot "Flyer" geleid door de schipper Conny van Rietschoten en ontworpen door Sparkman & Stephens.
Ondanks de drie dodelijke slachtoffers tijdens de vorige race was "de Whitbread" een groot succes. De belangrijkste les uit de eerste race was dat overleven net zo belangrijk was als pure snelheid. Whitbread vernieuwde de sponsorovereenkomst en besloot dat de race elke vier jaar gehouden zou worden.

## Route
Net als vier jaar geleden werden vier etappes gevaren. De havenplaatsen waren dezelfde, behalve dat het Nieuw-Zeelandse Auckland in plaats van het Australische Sydney werd aangedaan. Op 27 augustus 1977 vertrokken 15 boten onder zware omstandigheden vanuit Portsmouth.
| Etappe | Start          | Finish         | Afstand  | Datum start      | Winnaar     |
| ------ | -------------- | -------------- | -------- | ---------------- | ----------- |
| 1      | Portsmouth     | Kaapstad       | 6.650 Nm | 27 augustus 1977 | Flyer       |
| 2      | Kaapstad       | Auckland       | 7.300 Nm | 25 oktober 1977  | 33 Export   |
| 3      | Auckland       | Rio de Janeiro | 7.400 Nm | 26 december 1977 | Gauloise II |
| 4      | Rio de Janeiro | Portsmouth     | 5.430 Nm | 22 februari 1978 | Gauloise II |

## Teams
Aan de tweede editie deden 15 teams mee. Allen haalden ze de finish. Drie boten deden ook mee aan de eerste editie; "Great Brittain II", "33 Export" en "Adventure". Voor het eerst kende een boot een vrouwelijke schipper: Clare Francis op de "Swan 65 ADC Accutrac"

## Scoringssysteem
Van elke etappe werd de gevaren tijden volgens het handicapsysteem gecorrigeerd. De gecorrigeerde tijden voor elke etappe werden bij elkaar opgeteld. Het team met de snelste tijd won de race was de winnaar. Het schip dat de totale afstand het snelste aflegde was net als bij de vorige editie de "Great Brittain II", die dat in 134 dagen deed. De uiteindelijke winnaar "Flyer" had 136 dagen nodig.

## Eindklassement
| Positie | Team             | Land                | Schipper(s)                                                   | Gecorrigeerde tijd             |
| ------- | ---------------- | ------------------- | ------------------------------------------------------------- | ------------------------------ |
| 1       | Flyer            | Nederland           | Conny van Rietschoten                                         | 119 dagen en 1 uur             |
| 2       | King's Legend    | Verenigd Koninkrijk | Nick Ratcliffe, Mike Clancy                                   | 121 dagen en 11 uur            |
| 3       | Traité de Rome   | Europese Unie       | Philippe Hanin                                                | 121 dagen en 18 uur            |
| 4       | Disque d’Or      | Zwitserland         | Pierre Fehlmann                                               | 122 dagen en 10 uur            |
| 5       | Adc Accutrac     | Verenigd Koninkrijk | Clare Francis                                                 | 126 dagen en 20 uur            |
| 6       | Gauloises II     | Frankrijk           | Eric Loizeau                                                  | 127 dagen en 7 uur             |
| 7       | Adventure        | Verenigd Koninkrijk | James Watts, David Leslie, Ian Bailey-Willmot, Robin Duchesne | 128 dagen en 2 uur             |
| 8       | Neptune          | Frankrijk           | Bernard Deguy                                                 | 130 dagen en 11 uur            |
| 9       | B&B Italia       | Italië              | Corrado Di Majo                                               | 132 dagen en 2 uur             |
| 10      | 33 Export        | Frankrijk           | Alain Gabbay                                                  | 133 dagen, 0 uur en 31 minuten |
| 11      | Tielsa           | Nederland           | Dirk Nauta                                                    | 133 dagen, 0 uur en 36 minuten |
| 12      | Great Britain II | Verenigd Koninkrijk | Rob James                                                     | 134 dagen en 10 uur            |
| 13      | Debenhams        | Verenigd Koninkrijk | John Ridgway                                                  | 135 dagen en 19 uur            |
| 14      | Japy-Hermes      | Frankrijk           | Jean Michel Viant                                             | 143 dagen en 6 uur             |
| 15      | Heath's Condor   | Verenigd Koninkrijk | Leslie Williams, Robin Knox-Johnston                          | 144 dagen en 0 uur             |